# Doctor Who (sèrie 7)
|  | Aquest article tracta sobre la sèrie de 2012-2013. Si cerqueu la temporada de 1970, vegeu «Doctor Who (temporada 7)». |

La sèrie 7 de la sèrie televisiva de ficció britànica Doctor Who es va estrenar per primer cop l'1 de setembre de 2012 i va finalitzar el 18 de maig de 2013. La seva emissió es va dividir en dos tongades, com ja havia passat en les sèries prèvies. Es va emetre al mateix temps a la BBC One del Regne Unit, la BBC America als Estats Units i a Space del Canadà. Els primers cinc episodis de la sèrie 7 es van emetre per l'ABC d'Austràlia una setmana després que s'emetés al Regne Unit i la resta de capítols de la sèrie l'endemà.
Després de l'estrena l'1 de setembre de 2012, la sèries es va emetre setmanalment fins al 29 de setembre de 2012. Sis episodis es van emetre el 2012, incloent-hi el capítol especial de nadal 2012, The Snowmen, el qual s'emet separadament a la sèrie principal. Els vuit episodis restants començaren a emetre el 30 de març de 2013. A "The Snowmen" s'incorporà un nou interior de la TARDIS, una nova seqüència del títol, un nou tema musical, i una nova indumentària del Doctor.

## Llista d'episodis
| Núm. d'història | Episodi | Títol                               | Directors          | Guionistes       | Data d'estrena al Regne Unit | Data d'estrena a Catalunya |
| --------------- | ------- | ----------------------------------- | ------------------ | ---------------- | ---------------------------- | -------------------------- |
| 226             | 1       | Asylum of the Daleks                | Nick Hurran        | Steven Moffat    | 1 de setembre de 2012        | -                          |
|                 |         |                                     |                    |                  |                              |                            |
|                 |         |                                     |                    |                  |                              |                            |
| 227             | 2       | Dinosaurs on a Spaceship            | Saul Metzstein     | Chris Chibnall   | 8 de setembre de 2012        | -                          |
|                 |         |                                     |                    |                  |                              |                            |
|                 |         |                                     |                    |                  |                              |                            |
| 228             | 3       | A Town Called Mercy                 | Saul Metzstein     | Toby Whithouse   | 15 de setembre de 2012       | -                          |
|                 |         |                                     |                    |                  |                              |                            |
|                 |         |                                     |                    |                  |                              |                            |
| 229             | 4       | The Power of Three                  | Douglas Mackinnon  | Chris Chibnall   | 22 de setembre de 2012       | -                          |
|                 |         |                                     |                    |                  |                              |                            |
|                 |         |                                     |                    |                  |                              |                            |
| 230             | 5       | The Angels Take Manhattan           | Nick Hurran        | Steven Moffat    | 29 de setembre de 2012       | -                          |
|                 |         |                                     |                    |                  |                              |                            |
|                 |         |                                     |                    |                  |                              |                            |
| 232             | 6       | The Bells of Saint John             | Colm McCarthy      | Steven Moffat    | 30 de març de 2013           | -                          |
|                 |         |                                     |                    |                  |                              |                            |
|                 |         |                                     |                    |                  |                              |                            |
| 233             | 7       | The Rings of Akhaten                | Farren Blackburn   | Neil Cross       | 6 d'abril de 2013            | -                          |
|                 |         |                                     |                    |                  |                              |                            |
|                 |         |                                     |                    |                  |                              |                            |
| 234             | 8       | Cold War                            | Douglas Mackinnon  | Mark Gatiss      | 13 d'abril de 2013           | -                          |
|                 |         |                                     |                    |                  |                              |                            |
|                 |         |                                     |                    |                  |                              |                            |
| 235             | 9       | Hide                                | Jamie Payne        | Neil Cross       | 20 d'abril de 2013           | -                          |
|                 |         |                                     |                    |                  |                              |                            |
|                 |         |                                     |                    |                  |                              |                            |
| 236             | 10      | Journey to the Centre of the TARDIS | Mat King           | Stephen Thompson | 27 d'abril de 2013           | -                          |
|                 |         |                                     |                    |                  |                              |                            |
|                 |         |                                     |                    |                  |                              |                            |
| 237             | 11      | The Crimson Horror                  | Saul Metzstein     | Mark Gatiss      | 4 de maig de 2013            | -                          |
|                 |         |                                     |                    |                  |                              |                            |
|                 |         |                                     |                    |                  |                              |                            |
| 238             | 12      | Nightmare in Silver                 | Stephen Woolfenden | Neil Gaiman      | 11 de maig de 2013           | -                          |
|                 |         |                                     |                    |                  |                              |                            |
|                 |         |                                     |                    |                  |                              |                            |
| 239             | 13      | The Name of the Doctor              | Saul Metzstein     | Steven Moffat    | 18 de maig de 2013           | -                          |
|                 |         |                                     |                    |                  |                              |                            |
|                 |         |                                     |                    |                  |                              |                            |